# Theo Angelopoulos
Theodoros (Theo) Angelopoulos (Grieks: Θόδωρος Αγγελόπουλος) (Athene, 27 april 1935 – Piraeus, 24 januari 2012) was een Griekse filmregisseur en journalist.

## Loopbaan
Angelopoulos studeerde rechten in Athene, maar na zijn dienstplicht vertrok hij naar Parijs. Hij belandde al snel in de filmwereld, voordat hij naar Griekenland terugkeerde. Terug thuis werkte hij als journalist en filmcriticus tot de staatsgreep die leidde tot het Kolonelsregime.
Hij maakte zijn eerste korte film in 1968 en begon in de jaren '70 lange films te maken over het moderne Griekenland – Meres Tou 36, O Thiassos en I Kynighoi. Angelopoulos kenmerkte zich snel door zijn stijl, duidelijk door een langzame, episodische en dubbelzinnige structuur. Hij bewoog zich in minder politieke vaarwateren na het eind van de dictatuur.
Zijn medewerkers omvatten cinematograaf Giorgos Arvanitis en de componist Eleni Karaindrou.
De filmcriticus David Thomson rekende Angelopoulos tot de grootste levende regisseurs van de wereld in zijn Biografisch Woordenboek van Film uit 1994.

## Toekenningen
- O Megalexandros won de Gouden Leeuw bij Filmfestival van Venetië van 1980
- Topio stin Omichli (Landschap in de Mist) deelde de Zilveren Leeuw in Venetië in 1988.
- To Vlemma tou Odyssea (De starende blik van Ulysses) won de Grote Prijs van de Jury in Cannes in 1995. Teleurgesteld vanwege het niet winnen van de Gouden Palm dat jaar, vertelde hij zijn publiek „Als dit is wat u me moet geven, heb ik niets te zeggen“.
- Mia aioniotita kai mia mera (De eeuwigheid en een dag) won de Gouden Palm in Cannes in 1998.
- Trilogia - To livadi pou dakryzei (Trilogie - De huilende weide) won de Europese Toekenning 2004 van de Critici van de Academie van de Film – Prix FIPRESCI in 2004.

## Filmografie
- Uitzending (I Ekpombi) (1968)
- Wederopbouw (Anaparastasis) (1970)
- Dagen van 36 (Meres tou 36) (1972)
- De komedianten (o Thiassos) (1975)
- Jagers (I Kinighi) (1977)
- Alexander de Grote (o Megalexandros) (1980)
- Athene (Athina, epistrofi stin Akropoli) (1983)
- Reis naar Cythera (Taxidi stin Kythera) (1984)
- De imker (o Melissokomos) (1986)
- Landschap in de mist (Topio stin Omichli) (1988)
- De opgeschorte Stap van de Ooievaar (aan tou Pelargou van Meteoro Vima) (1991)
- De Starende blik van Ulysses (To Vlemma tou Odyssea) (1995)
- De eeuwigheid en een dag (Mia miamera van aiwniothtakai) (1998)
- Eleni – The weeping meadow (Trilogia I – To Livadi pou dakryzi) (2004)
- The Dust of Time (Trilogia II – I skoni tou hronou) (2009) Voor de muziek zie Dust in Time